# Casa Rovira (Sant Sadurní d'Anoia)
La Casa Rovira és un edifici de Sant Sadurní d'Anoia (Alt Penedès), inclòs a l'Inventari del Patrimoni Arquitectònic de Catalunya.

## Història
Fou encarregat per Antoni Rovira.

## Descripció
Està situada a l'eixample vuitcentista de Sant Sadurní, a l'eix del carrer de Montserrat, que juntament amb la resta d'edificis d'aquest període que s'obren a la plaça Nova (cases Tubella, Joan de l'Aigua i Milà) constitueix un exemple de voluntat de configuració d'un espai públic.
Es tracta d'un edifici de planta baixa i dos pisos sota terrat amb torratxa. Fa cantonada amb el carrer de Milà i Fontanals. La façana principal s'obre a la plaça Nova. Presenta una distribució simètrica i una composició senzilla. L'element més remarcable és la balconada del primer pis, que recorre ambdues façanes i té una barana de ferro forjat. Per sota de la línia de terrat, una banda correguda de dentellons d'inspiració dòrica dona a l'obra una certa particularitat dins del llenguatge eclèctic en què s'integra.